# Eryngium castrense
Eryngium castrense là một loài thực vật có hoa trong họ Hoa tán. Loài này được Jeps. mô tả khoa học đầu tiên năm 1922.